# Nadezhda Imjanitskaya
Nadezhda Nikoláyevna Imjanitskaya (1935 - 2014 ) fue una botánica y exploradora rusa.
En su extensa carrera científica, realizó exploraciones botánicas por Rusia, Cuba, Indias Occidentales, consiguiendo identificar y clasificar más de 45 especies, las que publica habitualmente en : Bot. Mater. Gerb. Bot. Inst. Komarova Akad. Nauk S.S.S.R.; Zametki Sist. Geogr. Rast.; Fl. URSS, ed. Komarov; Fl. Turkmen.; Not. Syst. Herb. Hort. Petrop.; Grossheim, Fl. Kavkaza; Bull. Jard. Bot. Acad. Sc. URSS; Bot. Mater. Gerb. Bot. Inst. Bot. Acad. Nauk Kazakhsk. S.S.R.; Sovetsk. Bot.; Mat. Commis. Research Exped. Acad. Sc.; Delect. Sem. Hort. Bot. Sect. Tadshik. Akad. Sc. URSS; Animadvers. Syst. Herb. Univ. Tomsk.; Journ. Bot. URSS; Izvest. Tadzhik. Baz. Akad. Nauk SSSR, Bot.; Repert. Spec. Nov. Regni Veg.

## Algunas publicaciones
- 2003. Synopsis of the Caucasian Ephedra species (Ephedraceae). I. Section Ephedra. Botanicheskii Zhurnal (San Petersburgo) 88, 139-48
- 1998. The family Oleaceae in the Caucasian flora. 1. The genera Jasminum and Fraxinus. Botanicheskii Zhurnal St Petersburg 83 (9)
- 1991. Genus Magnolia (Magnoliaceae). En Flora Cubae, en. Novosti Sist. V ssh. Rast., 28: 60
- BORHIDI A., N. IMCHANITSKAYA, O. MUÑIZ. 1978. Dendrological novelties in Cuba. Acta Agron Acad Sci Hung 27(3- 4): 428 437
- 1968. On issue of authenticity of finds of Sassafras in Cretaceous deposits of USSR. Botan. J. 53 (5): 639-652 (en ruso)

### Libros
- 1985. Arecaceae seu palmae. Ed. Nauka. 241 pp.

- La abreviatura «Imkhan.» se emplea para indicar a Nadezhda Imjanitskaya como autoridad en la descripción y clasificación científica de los vegetales.[2]